# Ján Samuel Gertinger
Ján Samuel Gertinger (13. srpna 1754 Prešov – 22. listopadu 1813 Prešov) byl slovenský farmaceut žijící v Prešově, který byl průkopníkem výroby cukru z cukrové řepy a jako první na území Uher roku 1801 vyrobil cukr.

## Biografie
Narodil se v Prešově a pocházel z lékárnické rodiny, on sám v této rodinné tradici pokračoval. První zkušenosti získával od roku 1776 v lékárně J. Bergha v Kežmarku. Absolvoval univerzitu v Budíně (tehdy Královská maďarská univerzita, následně Královská univerzita v Pešti, dnes Univerzita Loránda Eötvöse) roku 1780 a získal lékárnický diplom.)
Později pracoval ve významné lékárně U sv. Trojice v Prešově, která byla zbořena v 50. létech 20. století, ale její vybavení se zachovalo a je umístěno v Rákocziho paláci Krajského muzea v Prešově.
Ján S. Gertinger se kromě své lékárenské činnosti zabýval i možnostmi výroby cukru z cukrové řepy, která byla běžným krmivem hospodářských zvířat. Jako průkopník a vizionář byl odkázán pouze na svoji laboratoř a dostupné znalosti tehdejšího světa. Nejprve se pokusil získat cukr z řepy metodou Johanna F. A. Göttlinga (1753 – 1809), avšak později se přiklonil k ověřenějšímu postupu pruského chemika francouzského původu F. K. Archarda.
Již roku 1801 zaznamenal úspěch, když z fundu řepy (560 g) dokázal získat 1 lot (1,78 g) krystalického cukru.
Roku 1803 využil návštěvy palatina v Prešově a zde předvedl svůj výzkum i jeho výsledek. Přes zaznamenaný úspěch se však žádné větší odezvy nedočkal. Svoji práci publikoval roku 1804 v domácích i zahraničních médiích. Avšak liknavost zemských úřadů se táhla neobyčejně dlouho. Vláda nejevila zájem vůbec a nedočkal se podpory ani od města. Tak se Gertinger pustil roku 1811 do budování vlastního cukrovaru. Podpory místodržících úřadů se dočkal o málo později, avšak roku 1813 zemřel, aniž by mohl uskutečnit svůj sen.

### Jeho odkaz a práce
Gertinger sice založil svůj výzkum na základech osvědčených postupů německých vědců, sám však zavedl některé inovace. Mezi ně patří například speciálně upravené struhadlo na krájení řepy a speciální lis na cukr, který si nechal patentovat. Jeho úspěch z rok 1801, kdy vyrobil první cukr, byl sice uspokojivý a z historického hlediska hodný uznání, neboť byl první na území celého Uherska, kdo zaznamenal takový úspěch, avšak pro velkovýrobu málo efektivní. Proto roku 1803 přešel na Archadovu metodu, kterou sám vylepšil.
Očištěnou řepu na struhadle vlastní výroby naporcoval, dále prolisoval přes železné tyče a šťávu takto získanou nechal odkapávat do vaniček. Tento tekutý produkt povařil v měděném kotli na otevřeném ohni a při bodu varu smísil s dobytčí krví. Jednalo se o metodu čištění, kdy následně se sbíráním pěny, která se vytvářela na povrchu, se odstraňovaly nečistoty i vmíchaná krev. Výslednou tekutinu přefiltroval přes flanel a nechal přes noc odstát v plytkých dřevěných nádobách. Druhý den z dřevěných talířů odlil do měděných kotlů pouze tekutinu bez usazenin a vařil až do dosažení zahuštění. Takovýto sirup odpustil ventily umístěných u kotlů opět do dřevěných nádob a umístil je do sušárny, kde byla udržována stálá teplota. V dřevěných nádobách vznikal hustý produkt s cukernatou blánou. Tento produkt se následně lisoval až do vytvoření cukerné krystalické hmoty.